# Silao Vaisola Sefo
Pas d'image ? Cliquez ici

b Matchs officiels uniquement.
Dernière mise à jour le 11 janvier 2018.
Silao Vaisola Sefo, né le 15 janvier 1979 à Lefaga (Samoa), est un joueur de rugby à XV international samoan. Il évolue aux postes de pilier ou talonneur (1,89 m pour 108 kg).

## Carrière

### En club
Il évolue avec le club néo-zélandais de Alhambra.

### En équipe nationale
Vaisola Sefo dispute la coupe du monde de rugby 2007, où il joue un match contre les États-Unis.

## Palmarès

### En équipe nationale
- 1 sélection en équipe des Samoa
- 0 point marqué.